# ماهی‌خورک کوتوله آفریقای زیرصحرا
ماهی‌خورک کوتوله آفریقای زیرصحرا (به انگلیسی: African pygmy kingfisher) یک ماهی‌خورک‌های رودخانه‌ای حشره‌خوار است که در قلمرو آفریقای حاره‌ای، بیشتر در درختزار زیستگاه‌ها یافت می‌شود.